# 1473
1473 је била проста година.